# Job 40
Job 40 es el capítulo cuadragésimo de capítulo del Libro de Job en la Biblia hebrea o el Antiguo Testamento de la cristianismo . El libro es anónimo; la mayoría de los estudiosos creen que fue escrito alrededor del siglo VI a. C. Este capítulo recoge el discurso de Dios a Job, que pertenece a la sección «Veredictos» del libro, que comprende Job 32:1–Job 42:6.

## Contexto
Job 40 aparece hacia el final del libro de Job. Tradicionalmente situado en la sección Ketuvim de la Biblia hebrea entre los Salmos y los Proverbios, en las Biblias judías modernas, el libro se coloca después de los otros dos libros poéticos. Job es también uno de los libros poéticos del Antiguo Testamento cristiano, y suele seguir al Libro de Ester. El libro está estructurado con un prólogo y una introducción narrativa en los dos primeros capítulos, y luego la mayor parte del libro es un debate entre Job y varios de sus supuestos amigos en forma de poesía, que se extiende hasta el capítulo 37.
El capítulo forma parte de la respuesta de Dios a Job, que se extiende desde los capítulos 38 al 41. El capítulo se divide tradicionalmente en tres secciones. Los dos primeros versículos se unen a los dos capítulos anteriores a partir del versículo 38:1 en el primer discurso de Dios, Los versículos 3 a 5 del capítulo se consideran un breve interludio en el monólogo de Dios y cubren la respuesta de Job a este primer discurso. El resto del capítulo, desde el versículo 6 hasta el final del capítulo 41, se considera el segundo discurso de Dios.

## Texto
El texto original está escrito en lengua hebrea. Este capítulo está dividido en 24 versículos en las Biblias en inglés, pero se cuentan 32 versículos en la Biblia hebrea utilizando una numeración de versículos diferente (véase más abajo).

### Numeración de versículos
Hay algunas diferencias en la numeración de los versículos de este capítulo en las Biblias en inglés y en los textos en hebreo:
| Inglés  | Hebreo   |
| ------- | -------- |
| 41:1–8  | 40:25–32 |
| 41:9–34 | 41:1–26  |

Este artículo sigue en general la numeración común en las versiones cristianas de la Biblia en inglés, con notas sobre la numeración en las versiones de la Biblia en hebreo.

### Testimonios textuales
Algunos manuscritos antiguos que contienen el texto de este capítulo en hebreo pertenecen al Texto masorético, que incluye el Códice de Alepo (siglo X) y el Codex Leningradensis (1008). Se encontraron fragmentos que contienen partes de este capítulo en hebreo entre los Rollos del Mar Muerto, incluyendo 4Q100 (4QJobb; 50–1 a. C.) con los versículos 15–17 conservados.

## Análisis
La estructura del libro es la siguiente:
- El prólogo (capítulos 1-2)
- El diálogo (capítulos 3-31)
- Los veredictos (32:1-42:6)
- El epílogo (42:7-17)

Dentro de la estructura, el capítulo 40 se agrupa en la sección Veredicto con el siguiente esquema:
- El veredicto de Eliú (32:1–37:24)
- La aparición de Dios (discursos de Yahvé) y las respuestas de Job (38:1–42:6)
  - Primera intervención de Dios (38:1–40:2)
    - Versículo temático y convocatoria (38:1–3)
    - El mundo físico (38:4–38)
    - La Tierra física (38:4–7)
    - El mar (38:8–11)
    - La mañana (38:12–15)
    - Los límites exteriores de la tierra (38:16–18)
    - La luz y las tinieblas (38:19–21)
    - Las aguas: nieve, granizo, lluvia, escarcha, hielo (38:22–30)
    - Los cuerpos celestes (38:31–33)
    - Las tormentas (38:34–38)

  - El mundo animal (38:39–40:2)
    - Dios provee para los leones y los cuervos (38:39–41)
    - Las cabras montesas (39:1–4)
    - El asno salvaje (39:5–8)
    - El buey salvaje (39:9–12)
    - El avestruz (39:13–18)
    - El caballo de guerra (39:19–25)
      - El halcón y el águila (39:26–30)

    - Breve desafío a responder (40:1–2)

  - Primera respuesta de Job: una respuesta insuficiente (40:3–5)
  - Segundo discurso de Dios (40:6–41:34)
    - Versículo temático y convocatoria (40:6–8)
    - El desafío ampliado (40:9–14)
    - El desafío de controlar al behemot (40:15–24)
    - Leviatán (41:1–34)
      - El desafío de luchar contra Leviatán (41:1–7)
      - Algunas conclusiones (41:8–11)
      - Su armadura (41:12–17)
      - Su aliento de fuego (41:18–21)
      - Su fuerza (41:22–25)
      - Las armas no pueden derrotarlo (41:26–29)
      - Él crea confusión (41:30–32)
      - Conclusión (41:33–34)

  - Segunda respuesta de Job (42:1–6)

Los discursos de Dios en los capítulos 38–41 pueden dividirse en dos partes, ambas comenzando con frases casi idénticas y con una estructura similar:
| Primer discurso                                                                                              | Segundo discurso |
| --- | --- |
| A. Fórmula introductoria (38:1)                                                                              | A1. Fórmula introductoria (40:6) |
| B. Desafío temático (38:2–3) i. Tema A (versículo clave – versículo 2) ii. Convocatoria (versículo 3)        | B1. Desafío temático (40:7–14) i. Convocatoria (versículo 7) ii. Tema B (versículo clave – versículo 8) iii. Desafío ampliado (versículos 9–14) |
| C, Particularización del tema i. En el mundo físico (38:4–38) ii. En los reinos animal y aviar (38:39–39:30) | C1, Particularización del tema i. Con Behemoth (40:15–24) ii. Con Leviatán (41:1–34)                                                            |
| D. Breve desafío a responder (40:1-2)                                                                        | |

La revelación de Dios a Job representa la culminación del libro de Job. En este momento, el Plantilla:SEÑOR habla directamente a Job, mostrando su poder soberano y su gloria. A lo largo de su sufrimiento, Job se mantiene firme, sin maldecir a Dios ni perder su integridad, y no expresa arrepentimiento. Sin embargo, desconoce las verdaderas razones de su sufrimiento. Por lo tanto, Dios interviene para abordar las cuestiones espirituales que han surgido. Job no fue castigado por sus pecados, y su sufrimiento no lo separó de Dios. Ahora, Job reconoce que no puede comprender plenamente las razones de su sufrimiento, y que es más sabio someterse a Dios y adorarlo que tratar de juzgarlo.
El capítulo 40 comienza con un breve diálogo entre YHWH y Job (versículos 1-5) intercalado entre el primer y el segundo discurso de YHWH. A continuación viene el segundo discurso de Dios, que se centra principalmente en dos figuras: Behemoth (Job 40) y Leviathan (Job 41).

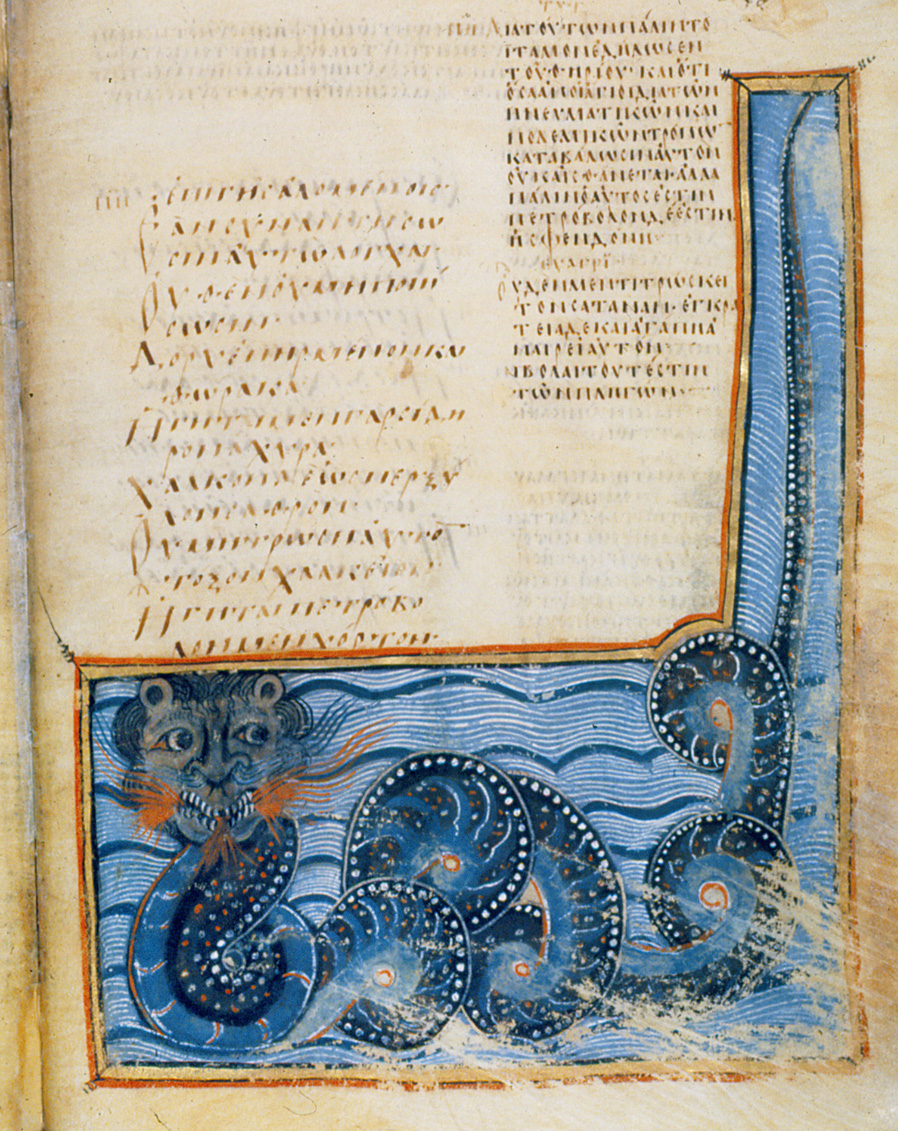
«Dios habla a Job», del Libro de Job en manuscritos bizantinos iluminados con ilustraciones cíclicas (900 d. C.). Biblioteca Apostólica Vaticana. Roma

## Diálogo entre Dios y Job (40:1–5)
La inclusión de términos legales como «contender», «argumentar» y «responder» dentro del motivo del litigio indica que YHWH pretende demostrar a Job los defectos de su perspectiva. Esto sugiere que el deseo de Job de enfrentarse a Dios en un tribunal tiene su origen en una comprensión limitada de la justicia retributiva tal y como existe en el mundo. YHWH no es solo un juez, sino también el rey que ejerce activamente su soberanía con un complejo gobierno del universo. El resumen de YHWH (versículo 2) muestra a Job la futilidad de su búsqueda y el camino implícito que debe seguir Job para reconocerlo.

### Versículo 2
[YHWH dijo:] «¿Acaso el que contende con el Todopoderoso le corregirá?».
El que reprende a Dios, que responda. 
- «Contender»: traducido del hebreo רֹב, «rov», infinitivo absoluto del verbo רִיב, «riv» («contender», «discutir»); el reenvío de la palabra a un participio activo lo traduciría como «el que discute con el Todopoderoso».[26]
- «Corregir»: traducido del verbo en hebreo יִסּוֹר yissor—solo aparece aquí, pero proviene de una raíz común que significa «corregir; reprender»; se ha sugerido que se lea como יָסוּר yasur con el significado de «apartarse» o «ceder», pero el Texto Masorético podría leerse como «corregir; instruir».[27]

### Versículo 4
[Job dijo:] «He aquí, soy vil;
«¿Qué te responderé?
«Pongo mi mano sobre mi boca».
- «Vil» traducido del hebreo קַלֹּתִי, «qalloti» («ser ligero; ser de poca importancia; ser insignificante»), de donde proviene el significado «despreciable»; en la raíz causativa significaría «tratar con desprecio; maldecir».[29]

El reconocimiento de Job de que es «pequeño» («vil», en lugar de que ha pecado) muestra el punto de inflexión entre discutir con YHWH y aceptar lo que YHWH ha hecho en la vida de Job. Esta respuesta de Job es aún provisional, por lo que YHWH prosigue con una segunda ronda de preguntas y observaciones (Job 40:6-41:34) para finalmente incitar a Job a dar su respuesta definitiva (Job 42:1-6).

## Dios habla de Behemoth (40:6–24)
El segundo discurso de Dios comienza con un desafío para anunciar el tema (40:6–14) antes de continuar con la descripción de Behemoth (40:15–24) y Leviatán (41:1–34). Estas dos criaturas se describen como grandes en tamaño e incontrolables por los humanos, pero YHWH las controla totalmente en su mundo ordenado.

### Versículo 6
Entonces el Señor respondió a Job desde el torbellino, y dijo:
- Referencia cruzada: Job 38:1
- «Tormenta» o «torbellino», un acompañamiento habitual de una teofanía (cf. Ezequiel 1:4; Nahúm 1:3; Zacarías 9:14).[34] Era una señal de la llegada de YHWH antes de hablar al pueblo de Israel (Éxodo 19:16-20:21).[35] En la primera parte del libro de Job, una tormenta causó el dolor de Job (Job 1:19; 9:17), y ahora se convierte en el escenario de la comunicación directa de YHWH con Job.[35]

### Versículo 15
[YHWH dijo:] «Mira ahora al behemoth
que yo hice junto contigo;
come hierba como un buey».
- «Behemoth»: en hebreo significa literalmente «bestia» (en forma femenina plural[37]), aquí se refiere a un animal grande cuya identidad exacta se desconoce.[38][39] Se ha identificado con el hipopótamo, que vive en Egipto, no en Palestina,[38] aunque también puede utilizarse como palabra normal para referirse a una gran bestia, incluida una vaca grande.[22] Behemoth se utiliza con frecuencia para describir un objeto grande y pesado. Cuando se utiliza para describir a una persona, el término alude a la deshumanización.[40]
- «Junto contigo»: en hebreo, literalmente «contigo»; tal vez con un significado temporal («cuando te creé»), quizá en referencia al sexto día de la creación (9).[41] Aunque los humanos no pueden controlar a Behemoth, YHWH lo controla con seguridad, por lo que no se convierte en una amenaza para el orden divino del mundo (Job 40:19).[42]

## Comentarios

### De la Iglesia católica

#### A los versículos 1-5
El discurso divino se interrumpe para dar lugar a un breve e intenso diálogo entre Dios y Job. Reaparece el estilo de disputa sapiencial, y la obra alcanza un punto decisivo con el encuentro entre ambos protagonistas. Este recurso literario mantiene la atención en la parte culminante del relato.

#### A los versículos 6-14
Con ironía extrema, el Señor propone a Job ocupar su lugar y aplicar la justicia que este defiende, castigando y eliminando a los malvados. Tal victoria sería reconocida por Dios, pero a costa de aniquilar toda la creación. La lección subraya que la alabanza a Dios no proviene de que su justicia coincida con la humana, sino de su sabiduría y generosidad. Como enseña el Evangelio, otorga sus dones a todos sin distinción (Mt 5,45). Dios preserva incluso a criaturas temidas como Behemot y Leviatán, que embellecen el mundo y muestran su poder. También el sufrimiento humano se integra en su designio creador, aunque resulte incomprensible, y debe asumirse como proveniente de Él.

#### A los versículos 15-24
Behemot, al igual que Leviatán mencionado más adelante, representa a una bestia colosal que infunde temor por su tamaño, fuerza y voracidad. Su nombre, plural de un término usado para el ganado doméstico, no guarda semejanza real con estos animales. La tradición, recogida por Santo Tomás, lo asoció con el elefante, interpretando sus características según el texto bíblico. Estudios más recientes lo vinculan al hipopótamo, aunque descrito con rasgos hiperbólicos que lo convierten en una criatura casi fantástica. Se trata de una fiera terrestre, en contraste con el Leviatán, habitante marino. La exageración intencional de sus atributos resalta la grandeza de Dios, pues Behemot, como toda criatura (v. 15), debe sus cualidades a su Creador (v. 19). En lectura alegórica, ha sido interpretado como símbolo del demonio.

Ahora, comenta Tomás de Aquino, se dedica a describir la malicia del diablo (…) y lo hace bajo la figura de animales extraordinarios y monstruosos. Entre los animales terrestres sobresale el elefante por su tamaño y por su fuerza, y por eso el Señor describe al diablo bajo la figura del elefante.

#### A los capítulos 40:25; 41:26
Leviatán designa, según los antiguos, a un monstruo marino, una especie de serpiente o dragón:

Después de que el Señor ha descrito al diablo en la figura del elefante, que es el mayor de los animales terrestres, ahora lo describe bajo la figura del Leviatán, es decir, del cetáceo, que es el mayor de los animales del mar (…). San Isidoro explica que este animal es una ballena porque lanza el agua a mayor altura que cualquier otro animal.

Los estudios actuales suelen identificar al Leviatán con el cocodrilo, aunque en otros pasajes bíblicos simboliza al monstruo primordial opuesto a los designios divinos. La primera parte del texto (40,25-32) utiliza preguntas retóricas para mostrarlo como un ser indómito, ajeno al control y conocimiento humanos; la segunda (41,1-26) ofrece una descripción detallada de su aspecto y conducta. En conjunto, se subraya que existen criaturas poderosas y potencialmente peligrosas para el hombre, pero que forman parte de la armonía de la creación y no están destinadas a ser destruidas.